# Mathias Broothaerts
Mathias Broothaerts (ur. 12 lipca 1994) – belgijski lekkoatleta specjalizujący się w skoku w dal.
W 2013 zdobył w Rieti srebrny medal mistrzostw Europy juniorów. Medalista mistrzostw Belgii oraz reprezentant kraju na drużynowych mistrzostwach Europy.
Rekordy życiowe: stadion – 8,07 (27 lipca 2014, Bruksela); hala – 7,66 (7 lutego 2014, Gandawa). 

## Osiągnięcia
| Rok  | Impreza                               | Miejsce | Pozycja           | Wynik |
| ---- | ------------------------------------- | ------- | ----------------- | ----- |
| 2011 | Olimpijski festiwal młodzieży Europy  | Trabzon | 7. miejsce        | 6,98  |
| 2013 | I liga drużynowych mistrzostwa Europy | Dublin  | 8. miejsce        | 7,46w |
| 2013 | Mistrzostwa Europy juniorów           | Rieti   | 2. miejsce        | 7,84  |
| 2014 | Mistrzostwa Europy                    | Zurych  | el. – 25. miejsce | 7,48  |